# ГЕС Zhúgéduō
ГЕС Zhúgéduō (竹格多水电站) — гідроелектростанція у центральній частині Китаю в провінції Сичуань. Знаходячись перед ГЕС Маоергай, входить до складу каскаду на річці Хейшуй, правій притоці Міньцзян, котра в свою чергу є лівою притокою Дзинші (верхня течія Янцзи).
В межах проекту річку перекрили греблею висотою 20 метрів та довжиною 193 метра, яка утримує невелике водосховище з об'ємом 784 тис. м3 (корисний об'єм 691 тис. м3) та припустимим коливання рівня поверхні між позначками 2278 та 2285 метра НРМ.
Зі сховища через лівобережний гірський масив прокладено дериваційний тунель довжиною 6,3 км, котрий транспортує ресурс до наземного машинного залу. Тут встановлено дві турбіни потужністю по 42 МВт, які використовують напір у 150 метрів та забезпечують виробництво 404 млн кВт-год електроенергії на рік.
Видача продукції відбувається по ЛЕП, розрахованій на роботу під напругою 220 кВ.